# 100 Grandes Britânicos Negros
Os 100 Grandes Britânicos Negros é uma enquete que foi realizada pela primeira vez em 2003 para votar e celebrar os maiores Negros Britânicos de todos os tempos. Ele foi criado em uma campanha iniciada por Patrick Vernon em resposta a uma pesquisa da BBC pelos 100 maiores britânicos, junto com uma série de televisão (2002), que não apresentava nenhum britânico negro na lista publicada. O resultado da campanha de Vernon foi que, em fevereiro de 2004, Mary Seacole foi anunciada como tendo sido eleita uma das maiores negras britânicas. Seguindo a pesquisa original, 100 Grandes Negros Britânicos foi relançado em 2020 em uma versão atualizada com base na votação do público, juntamente com um livro com o mesmo título.

## Contexto da enquete de 2003
Em 2002, a BBC lançou uma campanha e uma série de televisão chamada 100 Greatest Britons com a definição de um "grande britânico" como "qualquer um que nasceu nas Ilhas Britânicas, ou que viveu nas Ilhas Britânicas, e desempenhou um papel significativo na vida das Ilhas Britânicas ". A série foi ideia de Jane Root, então controladora da BBC Two, e no resultado final da votação da BBC, Winston Churchill foi eleito "o maior britânico de todos os tempos". Na época, a pesquisa foi criticada por falta de diversidade, já que de 100 indicados apenas 13 eram mulheres, enquanto nenhuma era negra (de ascendência africana).
Em resposta à ausência de qualquer pessoa negra na "pesquisa dos 100 maiores britânicos", Every Generation e Patrick Vernon lançaram um site e a campanha alternativa, 100 Grandes Negros Britânicos , em outubro de 2003 durante o mês da história negra para "elevar o perfil de Contribuições negras para a Grã-Bretanha ". Vernon disse: "A história negra não foi reconhecida. Não viemos aqui em Windrush em [1948] - estamos aqui há mil anos. Nós influenciamos e moldamos a Grã-Bretanha. " Acreditando que as pessoas não sabiam da longa história dos negros no Reino Unido, ele acrescentou mais tarde que a pesquisa era parte de uma campanha para fornecer modelos aos negros britânicos de todas as idades. O site que hospedou a pesquisa www.100greatestblackbritons.com recebeu mais de um milhão de acessos durante a campanha online, e mais de 100.000 pessoas votaram na enquete ao longo de três meses, escolhendo entre uma seleção de figuras negras atuais e históricas. A pesquisa foi descrita como um momento marcante e um dos movimentos mais bem-sucedidos de enfocar o papel das pessoas de ascendência africana e caribenha na história britânica.
Mary Seacole encabeçou a lista subsequente dos 100 maiores britânicos negros, uma enfermeira que ajudou soldados durante a Guerra da Crimeia e que muitas vezes é ofuscada pelo trabalho de sua contemporânea, Florence Nightingale e cuja contribuição foi frequentemente ignorada pelos livros de história. Outras figuras na primeira pesquisa dos 100 Maiores Negros Britânicos de todos os tempos incluíram músicos, políticos, figuras da mídia, líderes religiosos e até mesmo da realeza.  Em resposta à lista, figuras históricas negras foram adicionadas ao currículo escolar, placas azuis foram colocadas em memória de alguns dos indivíduos da lista e uma estátua de Mary Seacole foi inaugurada no jardim do Hospital St. Thomas em Londres. Em março de 2020, uma petição foi iniciada para fazer campanha para que o hospital de campanha temporário em Birmingham recebesse o nome de Mary Seacole depois que foi estabelecido que o Centro Nacional de Exposições de Birmingham seria usado para tratar pacientes com COVID-19 : isso foi em resposta ao hospital temporário no centro ExCel de Londres sendo nomeado Hospital Nightingale em homenagem a Florence Nightingale .

### Críticas
Paul Phoenix, do Black Parents in Education (Pais Negros na Educação), criticou a pesquisa por ser inspirada na pesquisa 100 Grandes Britânicos e por copiar a ideia. Phoenix disse: "Por que sempre temos que continuar reagindo ao que as outras pessoas fazem? Devemos celebrar nossos heróis todos os dias do ano e não esperar até o Mês da História Negra para trazer essas questões à atenção do público ".  Sam Walker, dos Arquivos Culturais Negros, respondeu em apoio à pesquisa dos 100 Grandes Negros Britânicos, afirmando que "não importa se a pesquisa é uma ideia imitadora; assim é o Mês da História Negra, que veio dos EUA no final dos anos 1980 e tem nos servido bem até hoje ".
A inclusão da rainha Philippa de Hainault na lista foi criticada, pois os historiadores contestam que ela era "negra" em qualquer sentido moderno. Ela era de ascendência predominantemente europeia, com ancestrais armênios remotos por parte de pai e ancestrais cumanos
(turcos / asiáticos) por parte de mãe. Um relatório escrito pelo Bispo Walter de Stapledon em c.1319 descreve Philippa (então, uma criança) ou uma de suas irmãs como "toda morena de pele", com cabelo "entre preto-azulado e castanho"; mas, para além da confusão sobre quem está sendo descrito, não está claro exatamente o que esses termos implicam.  Todos os retratos conhecidos parecem mostrar Philippa branca.  A historiadora Kathryn Warner conclui que ela era "uma mulher europeia e enfaticamente não tinha ascendência africana".

## Resultados da enquete de 2003

### Top 10
| Ranque | Nome                                | imagem                                                         | Notabilidade |
| ------ | ----------------------------------- | -------------------------------------------------------------- | --- |
| 1      | Mary Seacole (1805–1881)            | Empresária e enfermeira Jamaico-Britânica                      | Mary Jane Seacole (nascida Grant; 23 de novembro de 1805 - 14 de maio de 1881) foi uma mulher de negócios e enfermeira britânica-jamaicana que montou o "Hotel Britânico" atrás das linhas durante a Guerra da Crimeia. Vindo de uma tradição de "doutrinas" jamaicanas e da África Ocidental, Seacole usava remédios de ervas para ajudar os soldados a recuperarem a saúde. Ela foi condecorada postumamente com a Ordem de Mérito da Jamaica em 1871. Sua autobiografia, Maravilhosas Aventuras da Sra. Seacole em Muitas Terras (1857), é uma das primeiras autobiografias de uma mulher mestiça. |
| 2      | Wilfred Wood (1936–)                | Brasão da Diocese de Southwark                                 | Wilfred Denniston Wood KA (nascido em 15 de junho de 1936) foi bispo de Croydon de 1985 a 2003 (e o primeiro bispo de área desde 1991), o primeiro bispo negro na Igreja da Inglaterra. Em 30 de novembro de 2000 - Dia da Independência de Barbados - A Rainha nomeou Wood como Cavaleiro de Santo André, a classe mais alta da Ordem de São Barbados "por sua contribuição para as relações raciais no Reino Unido e contribuição geral para o bem-estar dos barbadianos que vivem lá. |
| 2      | Oliver Lyseight (1919–2006)         | Fundador da Igreja New Testament Church of God England & Wales | Dr Oliver Lyseight (11 Dezembro de 1919 – 28 Fevereiro de 2006), que migrou da Jamaica para a Inglaterra em 1951, foi o fundador de uma das maiores igrejas de maioria negra da Grã-Bretanha e foi um líder espiritual da "Windrush generation",os primeiros caribenhos a emigrar em números significativos para a Grã-Bretanha do pós-guerra, principalmente em 1948. Predefinição:HMT. |
| 3      | Mary Prince (1788–1833)             | Escritora e ex escravizada                                     | Mary Prince (c. 1 Outobro de 1788 – depois de 1833) foi um abolicionista e autobiógrafo britânico, nascido em Bermuda a uma família escravizada de ascendência africana. Após sua fuga, quando ela estava morando em Londres, Inglaterra, ela escreveu o seu livro slave narrative The History of Mary Prince (1831), que foi o primeiro relato da vida de uma mulher negra publicado no Reino Unido. Essa descrição em primeira mão das brutalidades da escravidão, lançada em um momento em que a escravidão ainda era legal nas Colônias das Bermudas e do Caribe britânico, teve um efeito galvanizador no movimento antiescravista. Foi reimpresso duas vezes no primeiro ano. Prince teve seu relato transcrito enquanto vivia e trabalhava na Inglaterra na casa de Thomas Pringle,um fundador da Anti-Slavery Society. Ela tinha ido para Londres com seu senhor e sua família em 1828 de Antigua. |
| 4      | Olaudah Equiano (1745–1797)         | Abolicionista africano e autor                                 | Olaudah Equiano (c. 1745 – 31 Março de 1797), conhecido durante a maior parte de sua vida como Gustavus Vassa (/ˈvæsə/), foi um escritor e abolicionista de, de acordo com suas memórias, a região Eboe do Reino do Benin (hoje sudeste da Nigeria). Escravizado ainda quando criança, ele foi levado para o Caribe e vendido como escravo a um oficial da Royal Navy. Ele foi vendido mais duas vezes, mas comprou sua liberdade em 1766. Como liberto em Londres, Equiano apoiou o movimento abolicionista britânico. Ele fazia parte dos Filhos da África, um grupo abolicionista composto por africanos que viviam na Grã-Bretanha, e foi ativo entre os líderes do movimento anti-tráfico de escravos na década de 1780. Ele publicou sua autobiografia, The Interesting Narrative of the Life of Olaudah Equiano (1789), que retratou os horrores da escravidão. Teve nove edições em sua vida e ajudou a ganhar a passagem do inglês Slave Trade Act 1807, que aboliu o comércio de escravos. Equiano se casou com uma inglesa chamada Susannah Cullen em 1792 e eles tiveram duas filhas. Ele morreu em 1797 em Westminster. Desde o final do século XX, quando a sua autobiografia foi publicada em uma nova edição, Equiano tem sido cada vez mais estudado por uma gama de estudiosos, inclusive de sua terra natal. |
| 5      | Philippa of Hainault (1310/15–1369) |                                                                | Philippa of Hainault (Middle French: Philippe de Hainaut; 24 junho c.1310/15 – 15 agosto 1369) foi Rainha da Inglaterra como esposa do Rei Eduardo III. Eduardo prometeu em 1326 se casar com ela nos dois anos seguintes. Ela se casou com Eduardo, primeiro por procuração, quando Eduardo despachou o bispo de Coventry "para se casar com ela em seu nome" em Valenciennes, a segunda cidade do condado de Hainaut, em outubro de 1327. O casamento foi celebrado formalmente na Catedral de York em 24 de janeiro de 1328, alguns meses após a ascensão de Eduardo ao trono da Inglaterra. Em agosto de 1328, ele também consertou o dote de sua esposa. Philippa atuou como regente em 1346, quando seu marido estava longe de seu reino, e ela frequentemente o acompanhava em suas expedições à Escócia, França e Flandres. Philippa ganhou muita popularidade com o povo inglês por sua bondade e compaixão, que foram demonstradas em 1347 quando ela persuadiu o rei Eduardo a poupar a vida dos burgueses de Calais. Essa popularidade ajudou a manter a paz na Inglaterra durante o longo reinado de Eduardo. O mais velho de seus treze filhos era Eduardo, o Príncipe Negro, que se tornou um renomado líder militar. Philippa morreu aos 56 anos de uma doença intimamente relacionada ao edema. O Queen's College, em Oxford, foi fundado em sua homenagem. A inclusão de Philippa na lista dos britânicos negros provou ser controversa, pois os historiadores contestam que ela era "negra" em qualquer sentido moderno: veja a seção Criticism abaixo.                                    |
| 6      | Courtney Pine (1964-)               | Músico britânico                                               | Courtney Pine, CBE (nascido em 18 março de 1964 em Londres) é um músico de jazz britânico que foi o principal fundador na década de 1980 da banda negra britânica Jazz Warriors. Embora conhecido principalmente por tocar saxofone, Pine é um multi-instrumentista, também tocando flauta, clarinete, clarinete baixo e teclado. Em seu álbum de 2011, Europa, ele toca quase exclusivamente clarinete baixo. Os pais de Pine eram imigrantes jamaicanos, seu pai era carpinteiro e sua mãe administradora de casas. Quando criança, Pine queria ser astronauta. Nascido em Londres, foi para Kingsbury High School, onde estudou clarinete clássico, aprendendo saxofone sozinho desde os 14 anos. Começou sua carreira musical tocando reggae, fazendo turnês em 1981 com Clint Eastwood &amp; General Saint. |
| 7      | Sir Bill Morris (1938-)             | Sindicalista britânico                                         | William Manuel Morris, Baron Morris of Handsworth, OJ, DL (nascido em 19 de outubro de 1938), geralmente conhecido como Bill Morris,é um ex-líder sindical britânico. Ele foi Secretário Geral do Sindicato Geral dos Trabalhadores e Transporte de 1992 a 2003, e o primeiro líder negro de um importante sindicato britânico. Morris fez parte da Câmara dos Lordes, ao lado do Partido Trabalhista. |
| 7      | Sir Trevor McDonald (1939-)         | Comentarista e jornalista britânico                            | Sir Trevor McDonald, OBE (nascido George McDonald; 16 agosto de 1939)é um locutor e jornalista de Trinidad e Britânico, mais conhecido por sua carreira como apresentador de notícias com ITN. Trevor McDonald nasceu em San Fernando, Trinidad e Tobago, a Josephine e Lawson McDonald. McDonald é descendente de Dougla, sendo sua mãe descendente de africanos e seu pai descendente de índios. McDonald foi nomeado cavaleiro em 1999 por seus serviços ao jornalismo. |
| 8      | Shirley Bassey (1937-)              | Cantora galesa                                                 | Dame Shirley Veronica Bassey, DBE (/ˈbæsi/; nascida em 8 de janeiro de 1937)é uma cantora galesa cuja carreira começou em meados dos anos 1950, e é conhecida tanto por sua voz poderosa quanto por gravar as músicas-tema para os filmes de James Bond, Goldfinger (1964), Diamonds Are Forever (1971), e Moonraker (1979). Em janeiro de 1959, Bassey se tornou o primeiro galês a ganhar um single em primeiro lugar. Em 2000, Bassey foi nomeada Comandante da Ordem do Império Britânico (DBE) por serviços prestados às artes cênicas. Em 1977, ela recebeu o Prêmio Brit de Melhor Artista Solo Feminina Britânica nos 25 anos anteriores. Bassey é considerada uma das vocalistas femininas mais populares da Grã-Bretanha durante a segunda metade do século XX. |
| 9      | Bernie Grant (1944–2000)            |                                                                | Bernard Alexander Montgomery Grant (17 fevereiro de 1944 – 8 de abril de 2000), conhecido como Bernie Grant, foi um político do Partido Trabalhista britânico que foi membro do Parlamento por Tottenham de 1987 até sua morte em 2000. Grant nasceu em Georgetown, Guiana Britânica, filho de professores que, em 1963, aceitaram a oferta do governo do Reino Unido para que pessoas das colônias da coroa se instalassem no Reino Unido. Grant frequentou o Tottenham Technical College e fez um curso de graduação em Engenharia de Minas na Heriot-Watt University em Edimburgo, Escócia. Em meados da década de 1960, ele foi, por um período, membro da Liga Trabalhista Socialista, liderada por Gerry Healy. Mais tarde, este ficou conhecido como Partido Revolucionário dos Trabalhadores. Ele rapidamente se tornou um oficial sindical e se mudou para a política, tornando-se um vereador trabalhista no bairro londrino de Haringey em 1978. Ele foi eleito MP por Tottenham nas eleições gerais de 1987, sendo um dos primeiros parlamentares negros britânicos no Reino Unido. eleito ao mesmo tempo que Diane Abbott e Paul Boateng, bem como o primeiro parlamentar britânico do sul da Ásia, Keith Vaz. Em setembro de 2007, em Tottenham, Londres, o Haringey Council abriu o Bernie Grant Arts Centre em seu nome. |
| 10     | Stuart Hall (1932–2014)             | Sociólogo e teórico cultural                                   | Stuart McPhail Hall FBA (3 Ffevereiro de1932 – 10 de fevereiro de 2014)foi um sociólogo marxista britânico nascido na Jamaica, teórico cultural e ativista político. Hall, junto com Richard Hoggart e Raymond Williams, foi uma das figuras fundadoras da escola de pensamento que agora é conhecida como British Cultural Studies ou The Birmingham School of Cultural Studies. Na década de 1950, Hall foi um dos fundadores da influente New Left Review. A convite de Hoggart, ele ingressou no Centro de Estudos Culturais Contemporâneos da Universidade de Birmingham em 1964. Hall substituiu Hoggart como diretor interino do Centro em 1968, tornou-se seu diretor em 1972 e lá permaneceu até 1979. Enquanto estava no centro, Hall é creditado por desempenhar um papel na expansão do escopo dos estudos culturais para lidar com raça e gênero, e por ajudar a incorporar novas idéias derivadas do trabalho de teóricos franceses como Michel Foucault. Hall deixou o centro em 1979 para se tornar professor de sociologia na Open University. Ele foi presidente da British Sociological Association, 1995–97. Ele se aposentou da Open University em 1997 e foi professor emérito. O jornal britânico The Observer o chamou de "um dos principais teóricos culturais do país". Hall também esteve envolvido no Movimento das Artes Negras. Diretores de cinema como John Akomfrah e Isaac Julien também o veem como um de seus heróis. Hall era casado com Catherine Hall, uma professora feminista de história moderna britânica na University College London, com quem teve dois filhos. |

## Enquete de 2003 - lista completa
- Diane Abbott
- Ira Aldridge
- Dounne Alexander[19]
- Baroness Valerie Amos
- Viv Anderson
- John Archer
- Joan Armatrading
- Jennette Arnold
- Jazzie B
- Francis Barber
- John Barnes
- Dame Jocelyn Barrow
- Dame Shirley Bassey
- Brendan Batson
- Floella Benjamin
- Nigel Benn
- Patrick Berry[20]
- Oswald Boateng
- Paul Boateng
- Nana Bonsu
- George Bridgetower
- Yvonne Brewster
- Errol Brown
- Elizabeth Barrett Browning
- Frank Bruno
- Naomi Campbell
- David Case
- Queen Charlotte
- Linford Christie
- Samuel Coleridge-Taylor
- Lord Leary Constantine
- John Conteh
- William Cuffay
- Ottobah Cuguano
- Craig David
- Des'ree
- Desmond Douglas
- Niger Val Dub[21]
- Ms Dynamite
- John Edmonstone
- Olaudah Equiano
- Chris Eubank
- Mike Fuller
- Gabrielle
- Len Garrison
- Goldie
- Bernie Grant
- Jeremy Guscott
- Professor Stuart Hall
- Al Hamilton
- Ellery Hanley
- Lenny Henry
- Peter Herbert
- Baroness Roselind Howells
- Paul Ince
- Colin Jackson
- Lee Jasper
- Linton Kwesi Johnson
- Claudia Jones
- Janet Kay
- Kanya King
- Oona King
- Beverley Knight
- Cleo Laine
- David Lammy
- Stephen Lawrence
- Angie Le Mar
- Denise Lewis
- Lennox Lewis
- George of Lydda
- Phil Lynott
- Dr O. A. Lyseight[22]
- Val McCalla
- Sir Trevor McDonald
- Paul McGrath
- Dr Harold Moody
- Bill Morris
- Martin Offiah
- Chris Ofili
- Ben Okri
- Bruce Oldfield
- Herman Ousley
- Mica Paris
- Queen Philippa
- Trevor Phillips
- Courtney Pine
- Lord David Pitt
- Mary Prince
- Sade
- Ignatius Sancho
- Tessa Sanderson
- Baroness Patricia Scotland
- Mary Seacole
- Seal
- Septimius Severus
- Zadie Smith
- Julius Soubise
- Moira Stuart
- Lord John Taylor
- Caroll Thompson
- Daley Thompson
- Randolph Turpin
- Rudolph Walker
- Andrew Watson
- Robert Wedderburn
- Arthur Wharton
- Willard White
- Henry Sylvester Williams
- Bishop Wilfred Wood
- Ian Wright
- Benjamin Zephaniah

## Relançamento de 2019-2020
Em 2019, foi tomada a decisão de relançar e atualizar a pesquisa 100 Grandes Negros Britânicos 16 anos após a primeira pesquisa. Isso foi feito em reação à falta de consciência do público em geral sobre o estabelecimento da cultura negra na Inglaterra e na Grã-Bretanha em geral, além do " escândalo Windrush " e do referendo de adesão do Reino Unido à União Europeia em 2016 . A campanha e a pesquisa foram relançadas por Vernon e Dra. Angeline Osborne, uma pesquisadora independente e consultora de patrimônio, na esteira do escândalo Windrush, o referendo Brexit, o aumento do populismo de direita e os contínuos problemas econômicos enfrentados pelas comunidades negras em todo o Reino Unido. Acredita-se que repetir a pesquisa seja de grande importância, já que acadêmicos e pesquisadores independentes descobriram novas figuras históricas negras britânicas e novos modelos surgiram desde a primeira pesquisa em 2003. A pesquisa e a campanha foram relançadas para celebrar e combater a invisibilidade das conquistas e contribuições dos negros no Reino Unido. O público foi convidado a votar no Britânico Negro mais admirado em diversas categorias e, das milhares de indicações recebidas em 2019, e uma nova lista foi produzida.
Como parte da campanha dos 100 Grandes Negros Britânicos, crianças e jovens foram incentivados a explorar a história dos negros britânicos e celebrar o legado contínuo e as conquistas dos negros na Grã-Bretanha. A competição é patrocinada pela National Education Union (NEU) e Kevin Courtney, secretário-geral adjunto da NEU, disse: "A NEU apóia esta competição para celebrar o que sempre soubemos: que a história da Grã-Bretanha está irrefutavelmente enraizada na história negra e global" . As escolas também foram incentivadas a participar da competição, com sugestões de que os jovens pudessem se vestir como seus negros britânicos favoritos, criar um projeto ou escrever um ensaio para homenagear o legado e a herança dos negros britânicos e para celebrar a história negra britânica. Arike Oke, diretor administrativo dos Arquivos Culturais Negros, disse: "Os recursos no site dos 100 Grandes Britânicos Negros podem ser usados por famílias, pais, tutores e responsáveis para ajudar as crianças a entenderem a si mesmas e sua história mais ampla".
Os resultados da pesquisa atualizada foram revelados em um novo livro publicado em 24 de setembro de 2020. A lista de 2020 foi compilada por um painel depois que o público foi convidado a enviar indicações e, de acordo com Vernon, "poderia facilmente ter sido chamado de 1.000 Grandes Britânicos Negros", com base no volume de indicações, que foram listadas no livro, ao lado biografias dos 100 melhores. A seleção foi feita entre pessoas que deram grandes contribuições às artes, ciência, negócios, filantropia e outras áreas no Reino Unido e que usaram suas posições para promover a comunidade negra. Descrito pelo Hackney Citizen como "inspirador e altamente educacional", o livro foi classificado no topo das paradas de livros da Amazon duas semanas antes de ser publicado. Com a publicação do livro, foi lançada uma campanha para pagar o envio de um exemplar a todas as escolas secundárias, num contexto de apelos para que a história de negros e outras minorias fosse incluída no Currículo Nacional, rejeitados pelo governo.

## Lista de 2020
Ao contrário da lista anterior, a lista de 2020 não é hierarquicamente classificada:
 

## Livro
- Patrick Vernon e Angelina Osborne, 100 Great Black Britons . Foreword by David Olusoga . London: Robinson, 2020,ISBN 1472144309 .[31]